# بیرینجی قره‌چان‌لی
بیرینجی قره‌چان‌لی (به لاتین: Birinci Qaraçanlı یا Qaraçanlı-1) یک منطقه مسکونی در جمهوری آذربایجان است که در شهرستان لاچین واقع شده است.